# Francesca Bettrone
Francesca Bettrone (Venetië, 5 augustus 1991) is een voormalig Italiaanse inlineskater, langebaan- en marathonschaatsster uit Venetië.
In 2012 werd Bettrone in Baselga di Pinè Italiaanse kampioene allround, voor Tea Ravnic en Elisa Baitella. Op 24 november 2012 werd ze achtste op de massastart tijdens de tweede wereldbekerwedstrijd in Kolomna. In 2013 werd ze in Baselga di Pinè tweede op het nationale allroundtoernooi, achter Francesca Lollobrigida. Desondanks mocht ze meedoen aan de wereldkampioenschappen schaatsen allround 2013, waar ze 23e en ruim laatste werd. Op het eerste EK Afstanden eindigde ze als tweede op de massastart achter landgenote Lollobrigida.

## Persoonlijke records[1]
| Afstand    | Tijd    | Datum            | Baan           |
| ---------- | ------- | ---------------- | -------------- |
| 500 meter  | 38,24   | 26 februari 2017 | Calgary        |
| 1000 meter | 1.15,70 | 26 februari 2017 | Calgary        |
| 1500 meter | 1.57,64 | 7 november 2015  | Calgary        |
| 3000 meter | 4.10,24 | 13 november 2015 | Calgary        |
| 5000 meter | 7.29,92 | 20 november 2015 | Salt Lake City |

## Resultaten
| Jaar | EK Allround | EK Sprint | WK Sprint | WK Allround | WK Afstanden                                  | Olympische Spelen                           | WK Junioren                          |
| ---- | ----------- | --------- | --------- | ----------- | --------------------------------------------- | ------------------------------------------- | ------------------------------------ |
| 2011 |             |           |           |             |                                               |                                             | 33e 1000m 35e 1500m 7e achtervolging |
| 2012 |             |           |           |             |                                               |                                             |                                      |
| 2013 |             |           |           | NC23        |                                               |                                             |                                      |
| 2014 | NC20        |           |           |             |                                               |                                             |                                      |
|      |             |           |           |             |                                               |                                             |                                      |
| 2017 |             | 12e       | 17e       |             |                                               |                                             |                                      |
| 2018 |             |           |           |             |                                               | 29e 500m 27e 1000m 25e 1500m 16e massastart |                                      |
| 2019 |             |           |           |             | 20e massastart 8e achtervolging 4e teamsprint |                                             |                                      |